# Bābā Pashmān
Bābā Pashmān (persiska: بابا پشمان, Bābā Pashīmān) är en ort i Iran.   Den ligger i provinsen Lorestan, i den västra delen av landet, 300 km sydväst om huvudstaden Teheran. Bābā Pashmān ligger 1 477 meter över havet och antalet invånare är 228.
Terrängen runt Bābā Pashmān är varierad.Runt Bābā Pashmān är det ganska tätbefolkat, med 172 invånare per kvadratkilometer. Närmaste större samhälle är Aznā, 9,2 km sydost om Bābā Pashmān. Trakten runt Bābā Pashmān består till största delen av jordbruksmark.